# آنتونین هویر
آنتونین هویر (چکی: Antonín Hojer; ۳۱ مارس ۱۸۹۴ – ۲۰ اکتبر ۱۹۶۴) بازیکن فوتبال اهل چکسلواکی بود.
از باشگاه‌هایی که در آن بازی کرده‌است می‌توان به باشگاه فوتبال اسپارتا پراگ اشاره کرد.
وی همچنین در تیم ملی فوتبال چکسلواکی بازی کرده‌است.